# Religioni in Europa

- Più del 75% degli intervistati nel sondaggio Eurobarometro 2010 che hanno affermato la propria "credenza in un Dio" si sono rilevati in Turchia, Romania, Malta, Cipro, Grecia e Polonia.
- Più del 25% di coloro che hanno espresso una forma positiva di ateismo si sono rilevati in Francia, Repubblica Ceca, Svezia, Paesi Bassi, Estonia, Norvegia, Germania, Belgio, Slovenia e Regno Unito.
- Le informazioni sull'immagine si riferiscono all'indagine del 2005 Eurobarometro.

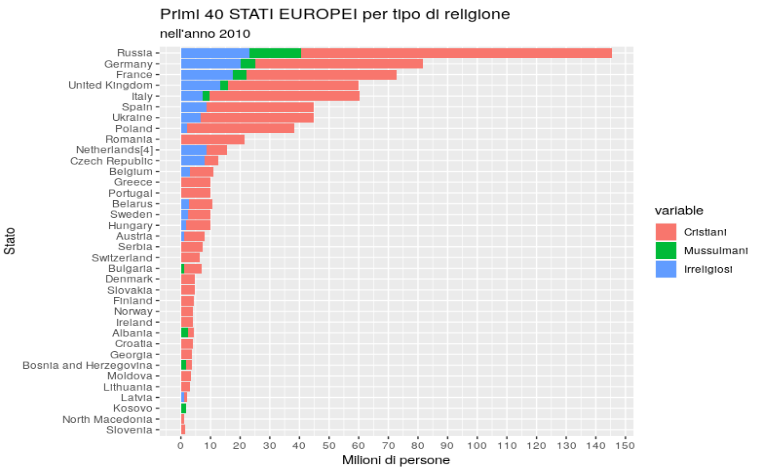
Fonte:The Global Religious Landscape: A Report on the Size and Distribution of the World's Major Religious Groups as of 2010 https://assets.pewresearch.org/wp-content/uploads/sites/11/2014/01/global-religion-full.pdf

La religione in Europa è stata determinante per la grande influenza avuta su arte, cultura, filosofia e diritto dell'odierna società del continente.
La più grande religione europea da almeno un millennio e mezzo è il cristianesimo.
Una serie di paesi dell'Europa meridionale e dell'Europa orientale hanno maggioranze musulmane.
L'antico paganesimo includeva la venerazione di molteplici divinità, come la religione greca e la religione romana, mentre a settentrione è esistita la mitologia norrena.
Movimenti odierni di rinascita di queste religioni includono l'Etenismo, la Fede nativa slava, la Romuva baltica, il Druidismo, l'Ellenismo, la Via romana agli dei, la Wicca e altri.
Comunità minori includono l'ebraismo, le religioni indiane e alcune dell'Asia orientale, che si trovano in gruppi maggiori soprattutto in Gran Bretagna, Francia e nella Calmucchia.

## Storia
Poco si sa sulla religione preistorica dell'Europa durante il periodo Neolitico. La credenza religiosa dell'età del bronzo e dell'età del ferro, in territorio europeo come altrove, aveva una componente essenzialmente fondata sul politeismo (oltre ai Greci e ai Romani la mitologia basca, finnica, celtica, germanica ecc.)
L'impero romano adottò ufficialmente il cristianesimo come religione di Stato nel 380. Durante il lungo periodo del Medioevo la maggior parte del continente europeo subì la cristianizzazione, un processo completato con l'arrivo degli evangelizzatori nella penisola scandinava nel corso dell'Alto Medioevo. La nozione stessa di Europa e civiltà occidentale è stata intimamente connessa con il concetto di "cristianità"; molti attribuiscono anche al cristianesimo d'essere stato il legame che ha creato un'identità europea unificata (l'Europeismo).
A partire dal momento in cui Medio Oriente i cristiani hanno cominciato ad essere sempre più emarginati fin dalla nascita dell'Islam a partire dall'VIII secolo ha iniziato a diffondersi l'idea di Guerra Santa, che ha portato alle Crociate dal XI al XIII secolo; anche se militarmente del tutto fallimentari costituirono un passo importante nell'emersione di un'identità religiosa.
In ogni tempo le tradizioni popolari esistettero in gran parte indipendentemente dalle confessioni cristiane ufficiale o dalla teologia dogmatica.
Il Grande Scisma orientale dell'XI secolo e la riforma protestante del XVI dovevano separare storicamente la cristianità in fazioni molto spesso ostili tra loro; mentre a seguito dell'età dell'Illuminismo del XVIII secolo l'ateismo e l'agnosticismo si sono diffusi in tutta Europa.
L'orientalismo del XIX secolo ha contribuito ad una certa popolarità del buddhismo e il XX secolo ha portato un crescente sincretismo, la New Age e diversi nuovi movimenti religiosi che separano nettamente la spiritualità dalle tradizioni ereditarie di molti europei. L'ultimo periodo storico ha condotto ad un sempre maggior secolarizzazione e pluralismo religioso.

## Religiosità
I paesi europei contemporanei hanno registrato un netto calo sia nell'appartenenza alla Chiesa che nella presenza. Un paese importante della tendenza in atto è la Svezia dove la Chiesa di Svezia, precedentemente Chiesa di Stato fino al 2000, ha dichiarato di avere l'82,9% della popolazione come propri fedeli. Le indagini hanno mostrato che questo dato era sceso al 72,9% nel 2008 e al 61,2% entro il 2016. Inoltre secondo un'indagine condotta da Eurobarometro nel 2005 il 23% della popolazione svedese ha dichiarato di non credere che esista alcuno spirito, Dio o forza vitale; nello stesso sondaggio svolto nel 2010 la percentuale che affermava la propria miscredenza era salita al 34%.

## Indagine Gallup 2008
Nel corso del biennio 2008-09 Gallup ha posto in vari paesi la seguente domanda: "la religione è importante nella vostra vita quotidiana?" La tabella e la mappa sottostante mostrano la percentuale di persone che hanno risposto: "si".

Risultati Gallup 2008/2009 degli intervistati che hanno affermato la religione essere "importante nella loro vita quotidiana"
0%-9%
10%-19% (Estonia, Svezia, Danimarca)
20%-29% (Norvegia, Repubblica Ceca, Regno Unito, Finlandia)
30%-39% (Francia, Paesi Bassi, Belgio, Bulgaria, Russia, Bielorussia, Lussemburgo, Ungheria, Albania, Lettonia)
40%-49% (Germania, Svizzera, Lituania, Kazakistan, Ucraina, Slovenia, Slovacchia, Spagna)
50%-59% (Azerbaigian, Serbia, Irlanda, Austria)
60%-69%
70%-79% (Croazia, Montenegro, Grecia, Portogallo, Italia, Moldavia, Armenia, Polonia, Cipro, Repubblica di Macedonia, Bosnia e Erzegovina)
80%-89% (Georgia, Turchia, Romania, Malta)
90%-100% (Kossovo)
No data

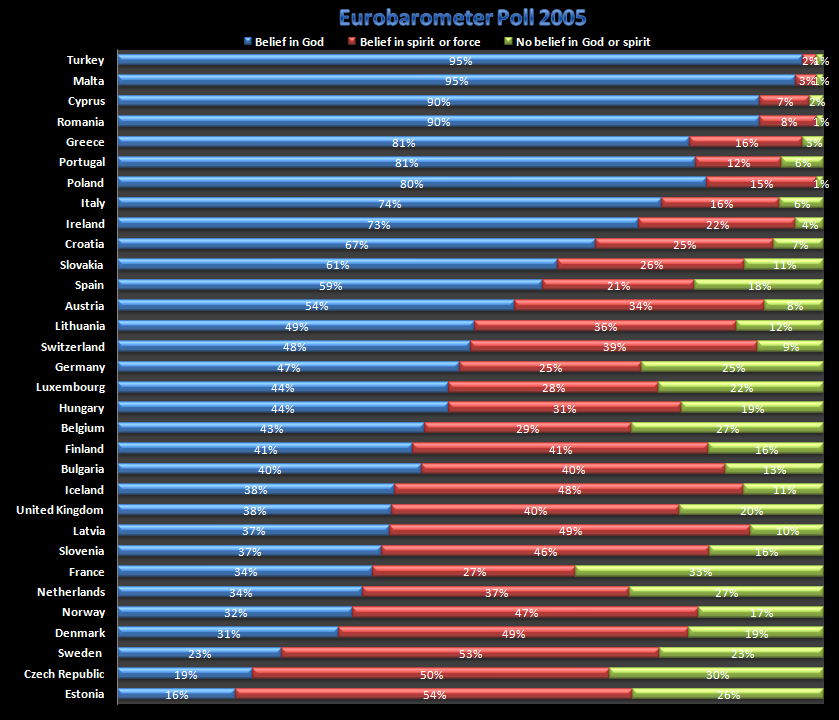
Risultati grafici del sondaggio di Eurobarometro nel 2005.

     0%-9%
     10%-19% (Estonia, Svezia, Danimarca)
     20%-29% (Norvegia, Repubblica Ceca, Regno Unito, Finlandia)
     30%-39% (Francia, Paesi Bassi, Belgio, Bulgaria, Russia, Bielorussia, Lussemburgo, Ungheria, Albania, Lettonia)
     40%-49% (Germania, Svizzera, Lituania, Kazakistan, Ucraina, Slovenia, Slovacchia, Spagna)
     50%-59% (Azerbaigian, Serbia, Irlanda, Austria)
     60%-69%
     70%-79% (Croazia, Montenegro, Grecia, Portogallo, Italia, Moldavia, Armenia, Polonia, Cipro, Repubblica di Macedonia, Bosnia e Erzegovina)
     80%-89% (Georgia, Turchia, Romania, Malta)
     90%-100% (Kossovo)
     No data
| Paese                | Paese                |  | Percentuale | Percentuale |
| -------------------- | -------------------- |  | ----------- | ----------- |
| Estonia              | Estonia              |  | 16%         | 16%         |
| Svezia               | Svezia               |  | 17%         | 17%         |
| Danimarca            | Danimarca            |  | 19%         | 19%         |
| Norvegia             | Norvegia             |  | 21%         | 21%         |
| Rep. Ceca            | Rep. Ceca            |  | 21%         | 21%         |
| Regno Unito          | Regno Unito          |  | 27%         | 27%         |
| Finlandia            | Finlandia            |  | 28%         | 28%         |
| Francia              | Francia              |  | 30%         | 30%         |
| Paesi Bassi          | Paesi Bassi          |  | 33%         | 33%         |
| Belgio               | Belgio               |  | 33%         | 33%         |
| Bulgaria             | Bulgaria             |  | 34%         | 34%         |
| Russia               | Russia               |  | 34%         | 34%         |
| Bielorussia          | Bielorussia          |  | 34%         | 34%         |
| Lussemburgo          | Lussemburgo          |  | 39%         | 39%         |
| Ungheria             | Ungheria             |  | 39%         | 39%         |
| Albania              | Albania              |  | 39%         | 39%         |
| Lettonia             | Lettonia             |  | 39%         | 39%         |
| Germania             | Germania             |  | 40%         | 40%         |
| Svizzera             | Svizzera             |  | 41%         | 41%         |
| Lituania             | Lituania             |  | 42%         | 42%         |
| Kazakistan           | Kazakistan           |  | 43%         | 43%         |
| Ucraina              | Ucraina              |  | 46%         | 46%         |
| Slovenia             | Slovenia             |  | 47%         | 47%         |
| Slovacchia           | Slovacchia           |  | 47%         | 47%         |
| Spagna               | Spagna               |  | 49%         | 49%         |
| Azerbaigian          | Azerbaigian          |  | 50%         | 50%         |
| Serbia               | Serbia               |  | 54%         | 54%         |
| Irlanda              | Irlanda              |  | 54%         | 54%         |
| Austria              | Austria              |  | 55%         | 55%         |
| Croazia              | Croazia              |  | 70%         | 70%         |
| Montenegro           | Montenegro           |  | 71%         | 71%         |
| Grecia               | Grecia               |  | 71%         | 71%         |
| Portogallo           | Portogallo           |  | 72%         | 72%         |
| Italia               | Italia               |  | 72%         | 72%         |
| Moldavia             | Moldavia             |  | 72%         | 72%         |
| Armenia              | Armenia              |  | 73%         | 73%         |
| Polonia              | Polonia              |  | 75%         | 75%         |
| Cipro                | Cipro                |  | 75%         | 75%         |
| Macedonia del Nord   | Macedonia del Nord   |  | 76%         | 76%         |
| Bosnia ed Erzegovina | Bosnia ed Erzegovina |  | 77%         | 77%         |
| Georgia              | Georgia              |  | 81%         | 81%         |
| Turchia              | Turchia              |  | 82%         | 82%         |
| Romania              | Romania              |  | 84%         | 84%         |
| Malta                | Malta                |  | 86%         | 86%         |
| Kosovo               | Kosovo               |  | 90%         | 90%         |

## Indagine Eurobarometro 2010
L'indagine del Eurobarometro 2010 ha rilevato che in media il 51% dei cittadini degli Stati membri dell'Unione europea afferma di "credere che esista un qualche dio", il 26% "crede che esista una sorta di spirito o di forza vitale", mentre il 20% risponde di "non credere che esista alcuna spirito, Dio o forza vitale". Il 3% ha rifiutato di rispondere.
Secondo uno studio più recente (Mattei Dogan Credenze religiose in Europa: fattori di declino accelerato) il 47% dei francesi si è dichiarato agnostico nel 2003. Questa situazione è spesso chiamata "Europa post-cristiana". È stata osservata una diminuzione della presenza religiosa e della Chiesa in Danimarca, Belgio, Francia, Germania, Paesi Bassi e Svezia, nonostante un aumento simultaneo di alcuni paesi come la Grecia (2% in più 1 anno). Tuttavia l'indagine Eurobarometro deve essere presa con cautela in quanto vi sono discrepanze tra i risultati dei censimenti nazionali; ad esempio nel Regno Unito il censimento del 2001 ha rivelato che il 70% della popolazione si è considerata "cristiana" e solo il 15% ha dichiarato di non avere alcuna religione, anche se la formulazione del quesito in questione è stata criticata dall'associazione umanistica britannica.
La Romania, uno dei paesi più religiosi d'Europa, ha visto un triplice aumento del numero degli atei tra il 2002 e il 2011, come constatato dal censimento nazionale più recente.
Di seguito è riportato un elenco dei paesi europei classificati per religiosità, basati sui tassi di credo, secondo l'indagine Eurobarometro 2010. È stato chiesto se la persona "crede che ci sia un qualche Dio", se "crede che vi sia una specie di spirito o di forza vitale", oppure se "non crede che esista alcuna spirito, Dio o forza vitale".
| Paese                                | "Io credo che ci sia un qualche Dio" | "Io credo che vi sia una qualche sorta di spirito o forza vitale" | "Io non credo che vi sia alcun tipo di spirito, Dio o forza vitale" |
| ------------------------------------ | ------------------------------------ | ----------------------------------------------------------------- | ------------------------------------------------------------------- |
| Religioni a Malta                    | 94%                                  | 4%                                                                | 2%                                                                  |
| Religioni in Romania                 | 92%                                  | 7%                                                                | 1%                                                                  |
| Religioni a Cipro                    | 88%                                  | 8%                                                                | 3%                                                                  |
| Religioni in Grecia                  | 79%                                  | 16%                                                               | 4%                                                                  |
| Religioni in Polonia                 | 79%                                  | 14%                                                               | 5%                                                                  |
| Religioni in Italia                  | 74%                                  | 20%                                                               | 6%                                                                  |
| Religioni in Irlanda                 | 70%                                  | 20%                                                               | 7%                                                                  |
| Religioni in Portogallo              | 70%                                  | 15%                                                               | 12%                                                                 |
| Religioni in Slovacchia              | 63%                                  | 23%                                                               | 13%                                                                 |
| Religioni in Spagna                  | 59%                                  | 20%                                                               | 19%                                                                 |
| Religioni in Lituania                | 47%                                  | 37%                                                               | 12%                                                                 |
| Religioni in Lussemburgo             | 46%                                  | 22%                                                               | 24%                                                                 |
| Religioni in Ungheria                | 45%                                  | 34%                                                               | 20%                                                                 |
| Religioni in Austria                 | 44%                                  | 38%                                                               | 12%                                                                 |
| Religioni in Germania                | 44%                                  | 25%                                                               | 27%                                                                 |
| Religioni in Lettonia                | 38%                                  | 48%                                                               | 11%                                                                 |
| Religioni nel Regno Unito            | 37%                                  | 33%                                                               | 25%                                                                 |
| Religioni in Belgio                  | 37%                                  | 31%                                                               | 27%                                                                 |
| Religioni in Bulgaria                | 36%                                  | 43%                                                               | 15%                                                                 |
| Religioni in Finlandia               | 33%                                  | 42%                                                               | 22%                                                                 |
| Religioni in Slovenia                | 32%                                  | 36%                                                               | 26%                                                                 |
| Religioni in Danimarca               | 28%                                  | 47%                                                               | 24%                                                                 |
| Religioni nei Paesi Bassi            | 28%                                  | 39%                                                               | 30%                                                                 |
| Religioni in Francia                 | 27%                                  | 27%                                                               | 40%                                                                 |
| Religioni in Estonia                 | 18%                                  | 50%                                                               | 29%                                                                 |
| Religioni in Svezia                  | 18%                                  | 45%                                                               | 34%                                                                 |
| Religioni nella Repubblica Ceca      | 16%                                  | 44%                                                               | 37%                                                                 |
| Media Unione europea (EU27)          | 51%                                  | 26%                                                               | 20%                                                                 |
| Religioni in Turchia, non EU         | 94%                                  | 1%                                                                | 1%                                                                  |
| Religioni in Croazia (nel 2013)      | 69%                                  | 22%                                                               | 7%                                                                  |
| Religioni in Svizzera (EFTA, non EU) | 44%                                  | 39%                                                               | 11%                                                                 |
| Religioni in Islanda (EFTA, non EU)  | 31%                                  | 49%                                                               | 18%                                                                 |
| Religioni in Norvegia (EFTA, non EU) | 22%                                  | 44%                                                               | 29%                                                                 |

La diminuzione del teismo è illustrata nel 1981 e nel 1999 secondo il World Values Surveysia per i paesi tradizionalmente fortemente teistici (Spagna dall'86,8% all'81,1%, Irlanda del 94,8% al 93,7%) sia per i paesi tradizionalmente secolari (Svezia dal 51,9% al 46,6%, Francia dal 61,8% al 56,1%, Paesi Bassi dal 65,3% al 58,0%). Alcuni paesi mostrano tuttavia un aumento del teismo per lo stesso periodo, l'Italia dall'84,1% all'87,8% e la Danimarca dal 57,8% al 62,1%. Per uno studio globale sull'Europa, vedere "Credenze religiose in Europa: fattori di declino accelerato" di Mattei Dogan in  Research in the Social Scientific Study of Religion.

## Indagine Eurobarometro 2012
Nel 2012 nel territorio dell'Unione europea i cristiani dichiarati erano il 72%, i non religiosi o agnostici il 16%, gli atei il 7%, i musulmani il 2%, altre fedi religiose il 3%.
| Paese                               | Ateismo | Irreligiosità/Agnosticismo" | Atei + non credenti/agnostici |
| ----------------------------------- | ------- | --------------------------- | ----------------------------- |
| Irreligiosità a Malta               | 1%      | 2%                          | 3%                            |
| Irreligiosità in Romania            | 0%      | 0%                          | 0%                            |
| Irreligiosità a Cipro               | 0%      | 0%                          | 0%                            |
| Irreligiosità in Grecia             | 2%      | 1%                          | 3%                            |
| Irreligiosità in Polonia            | 2%      | 3%                          | 5%                            |
| Irreligiosità in Italia             | 2%      | 4%                          | 6%                            |
| Irreligiosità in Irlanda            | 2%      | 5%                          | 7%                            |
| Irreligiosità in Portogallo         | 2%      | 5%                          | 7%                            |
| Irreligiosità in Slovacchia         | 7%      | 12%                         | 19%                           |
| Irreligiosità in Spagna             | 10%     | 16%                         | 26%                           |
| Irreligiosità in Lituania           | 2%      | 6%                          | 8%                            |
| Irreligiosità in Lussemburgo        | 6%      | 14%                         | 20%                           |
| Irreligiosità in Ungheria           | 1%      | 21%                         | 22%                           |
| Irreligiosità in Austria            | 1%      | 10%                         | 11%                           |
| Irreligiosità in Germania           | 9%      | 18%                         | 27%                           |
| Irreligiosità in Lettonia           | 3%      | 21%                         | 24%                           |
| Irreligiosità nel Regno Unito       | 5%      | 27%                         | 32%                           |
| Irreligiosità in Belgio             | 7%      | 16%                         | 23%                           |
| Irreligiosità in Bulgaria           | 1%      | 2%                          | 3%                            |
| Irreligiosità in Finlandia          | 4%      | 12%                         | 16%                           |
| Irreligiosità in Slovenia           | 16%     | 9%                          | 25%                           |
| Irreligiosità in Danimarca          | 9%      | 16%                         | 25%                           |
| Irreligiosità nei Paesi Bassi       | 8%      | 41%                         | 49%                           |
| Irreligiosità in Francia            | 16%     | 21%                         | 37%                           |
| Irreligiosità in Estonia            | 15%     | 22%                         | 37%                           |
| Irreligiosità in Svezia             | 13%     | 30%                         | 43%                           |
| Irreligiosità nella Repubblica Ceca | 20%     | 39%                         | 59%                           |
| Media Unione europea (EU27)         | 7%      | 16%                         | 23%                           |

Secondo nuove indagini sulla religiosità nell'Unione europea condotti da parte dell'Eurobarometro nel 2012 il cristianesimo risulta essere la religione più grande dell'Unione con una rappresentanza del 72% dei cittadini. La Chiesa cattolica romana costituisce il maggior gruppo cristiano dell'UE con una rappresentanza del 48% dei cittadini, mentre gli affiliati al protestantesimo compongono il 12% e la Chiesa ortodossa l'8%; gli altri cristiani rappresentano il 4% della popolazione. L'irreligiosità e l'agnosticismo sono attestati al 16%, l'ateismo dichiarato al 7% ed infine l'islam al 2%.

### Mappe

"Credo che ci sia un qualche Dio" per paese basato sull'indagine Eurobarometro del 2005.
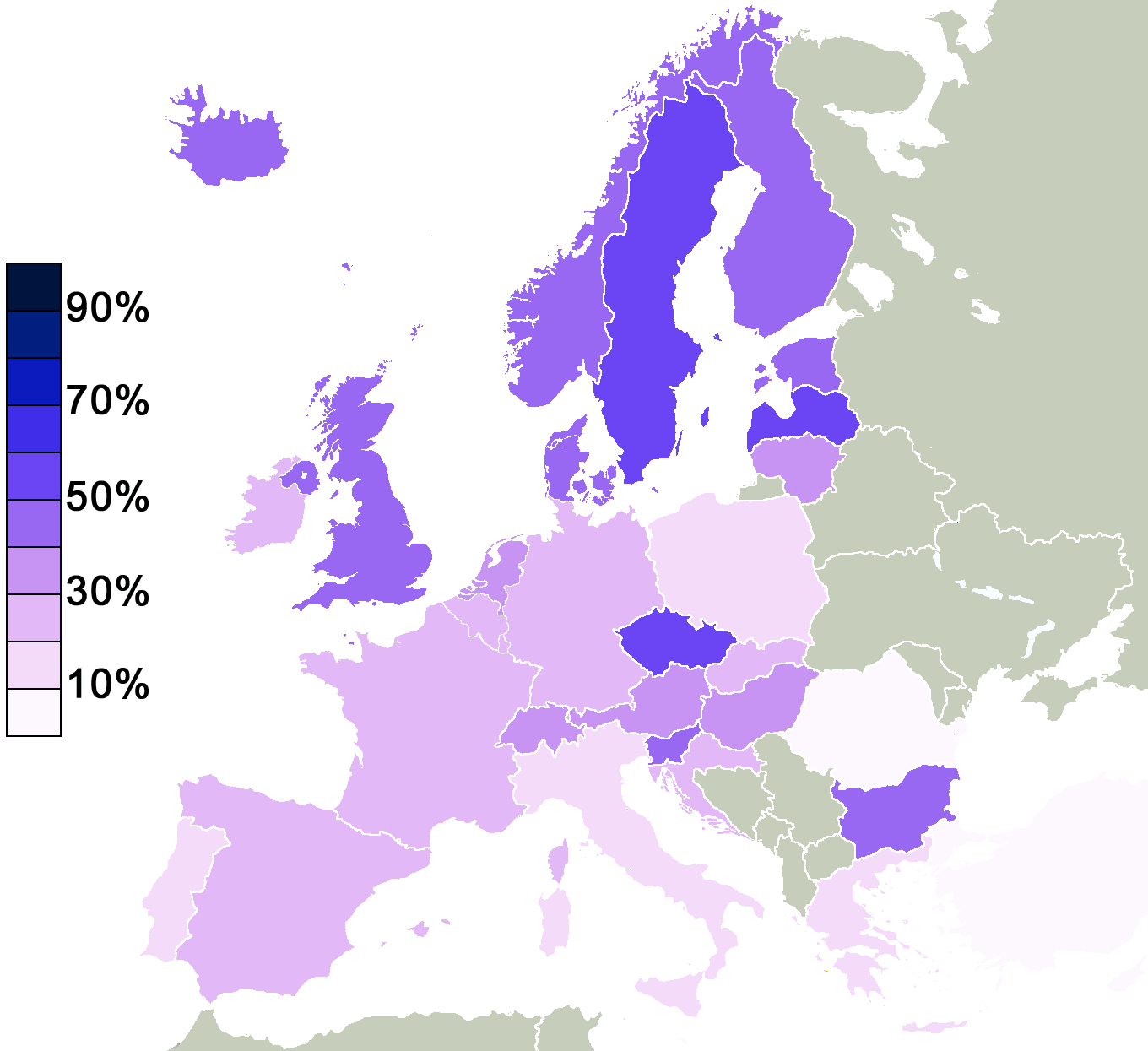
"Credo che esiste una sorta di spirito o di forza vitale" per paese basato sull'indagine Eurobarometro del 2005.
"Non credo in alcuna sorta di spirito, Dio o forza vitale" per paese basata sull'indagine Eurobarometro del 2005.
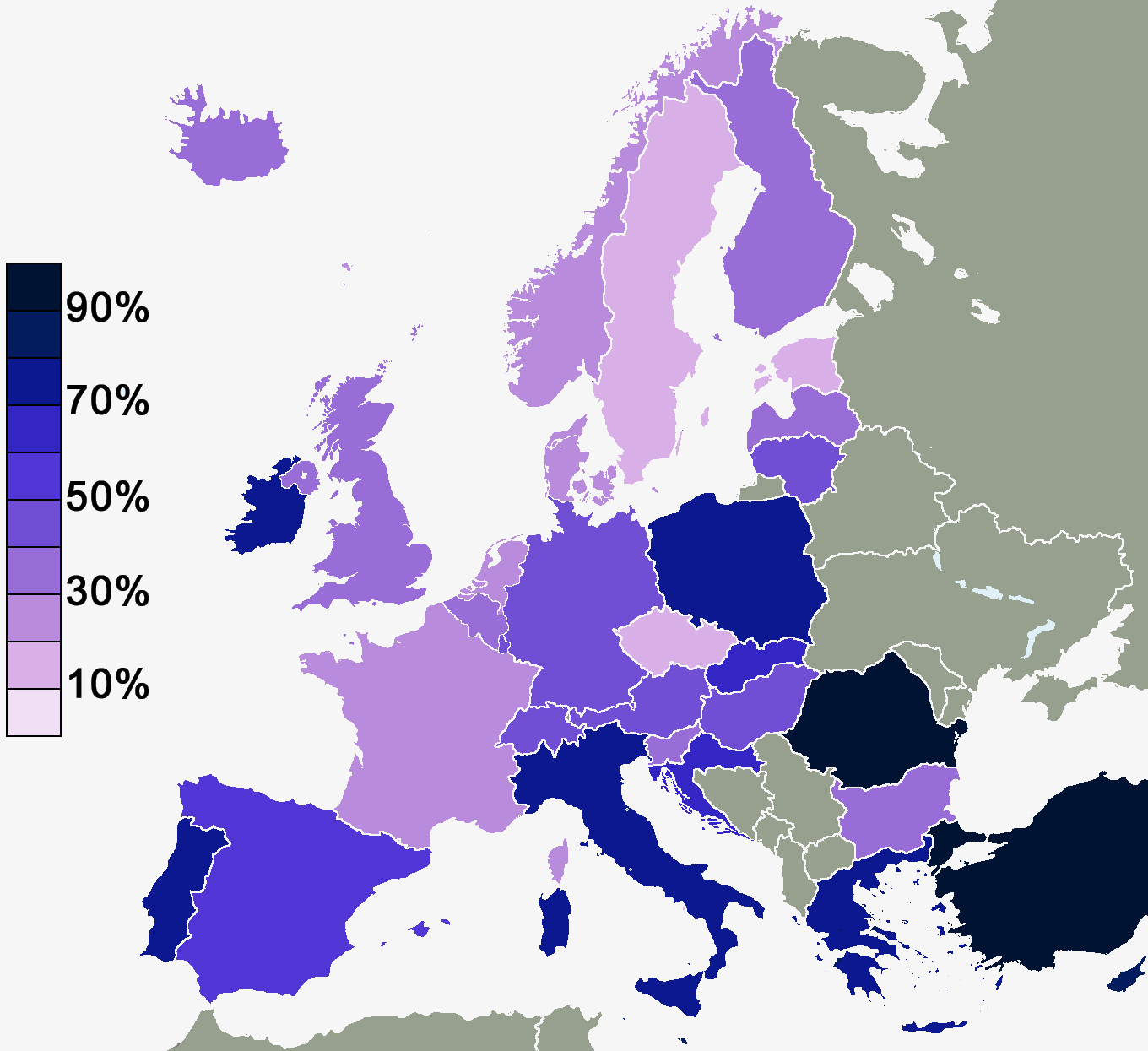
"Credo che ci sia un qualche Dio" per paese basato sull'indagine Eurobarometro del 2010.
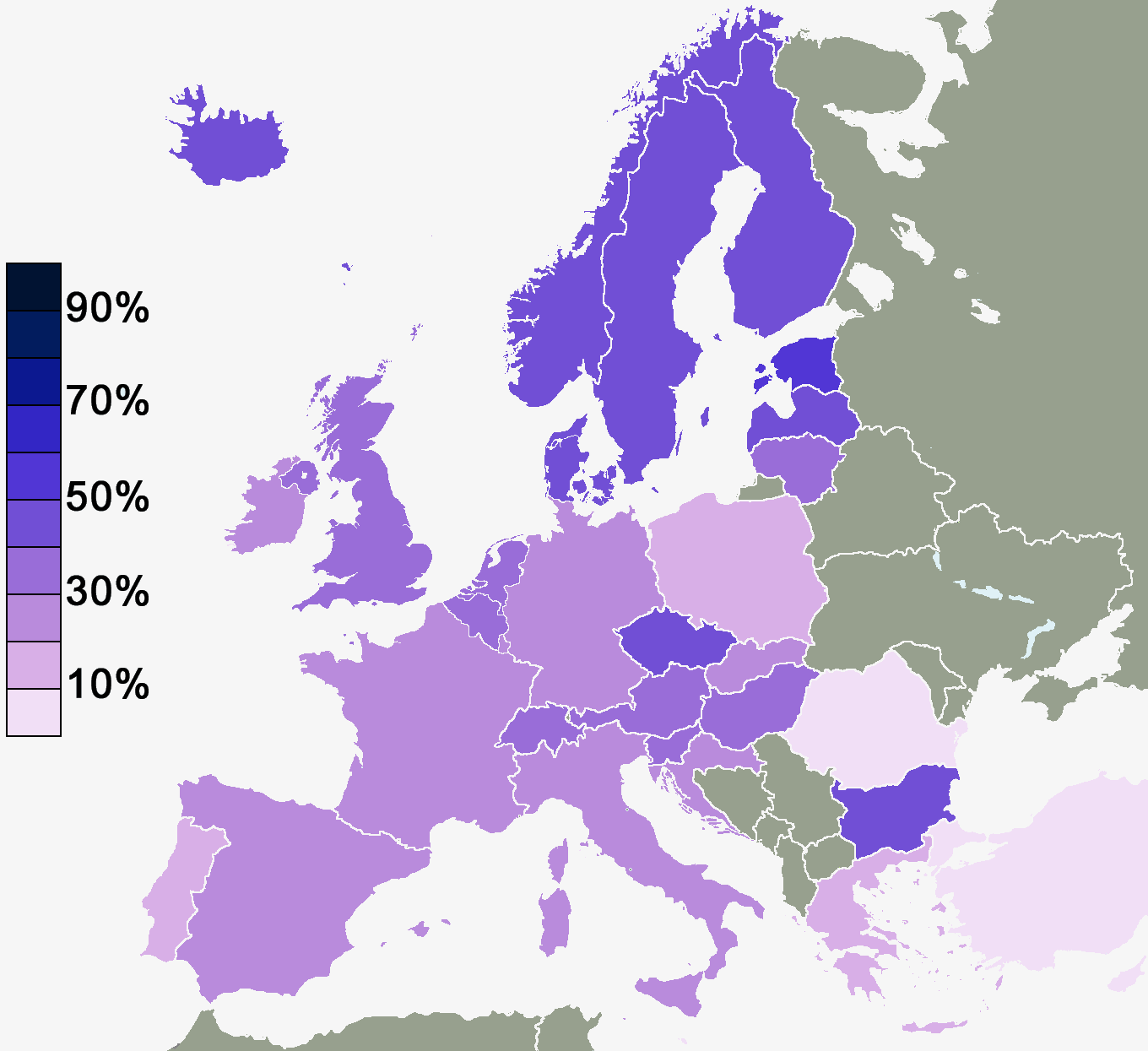
"Credo che esiste una sorta di spirito o di forza vitale" per paese basato sull'indagine Eurobarometro del 2010.
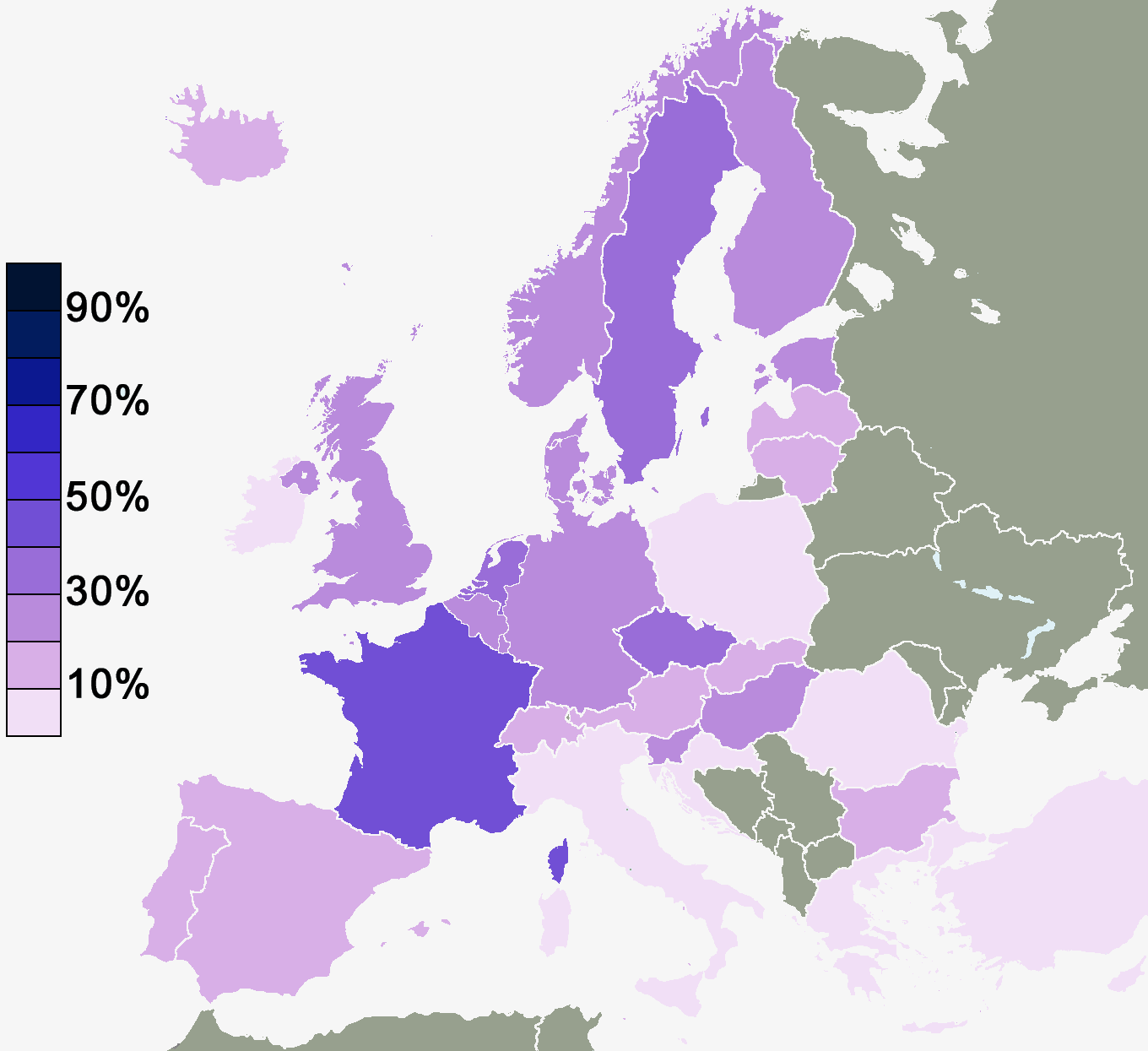
"Non credo in alcuna sorta di spirito, Dio o forza vitale" per paese basata sull'indagine Eurobarometro del 2010.

## Religioni abramitiche

### Fede Baha'i
Il primo riferimento giornalistico al movimento religioso Bahá'í ha avuto inizio con la copertura mediatica rivolta a Báb, che i Bahá'í considerano il precursore nonché fondatore della religione, evento notificato da The Times il 1º novembre del 1845, solo poco più di un anno dopo che Báb iniziò la propria missione.
Diplomatici britannici, russi e altri, uomini d'affari, studiosi e viaggiatori occidentali hanno preso anch'essi atto dell'esistenza del Bábismo, soprattutto a partire dal 1865 per opera del lavoro di divulgazione effettuata dal conte francese Joseph Arthur de Gobineau, che ne ha scritto il primo e più influente resoconto. Nell'aprile del 1890 Edward Granville Browne, esperto in Orientalistica dell'Università di Cambridge, si è incontrato con Bahá'u'lláh e ha lasciato l'unica descrizione dettagliata di un occidentale sulle credenze e aspirazioni Bahá'í.
A partire dagli anni 1890 gli europei cominciarono a convertirsi alla religione. Nel 1910 il figlio di Bahá'u'lláh e suo successore designato, 'Abdu'l-Bahá, ha intrapreso un viaggio missionario durato tre anni il quale ha incluso anche l'Europa e l'America del Nord;  scrisse una serie di lettere che furono assemblate nel libro compilatorio intitolato Tablets of the Divine Plan che includeva anche la menzione della necessità di diffondere la fede in Europa al termine della prima guerra mondiale.
Un elenco dei "principali centri Bahá'í locali" esistenti in territorio europeo nel 1925 ha elencato le comunità organizzate di molti paesi, la più grande della quale si trovava nella repubblica di Weimar. Tuttavia la sua diffusione venne presto bloccata in due paesi: nel 1937 Heinrich Himmler fece sciogliere le istituzioni della Fede Bahá'í presenti nella Germania nazista a causa delle sue "radicate tendenze all'internazionalismo e al pacifismo" e nell'Unione delle Repubbliche Socialiste Sovietiche nel 1938 nell'ambito di una politica governativa volta all'oppressione della religione in Unione Sovietica la quale ha portato alla soppressione delle comunità bahá'í in 38 città che attraversavano interamente i territori sovietici.
Tuttavia la religione è stata reimportata in entrambi i paesi; essa viene generalmente diffusa in modo tale che negli ultimi anni l'"Association of Religion Data Archives" ha stimato che i Bahá'í nei paesi europei siano presenti in diverse decine di migliaia.

Cristianesimo in Europa in percentuale (2010)
<1% (Turchia)
1%-2%
4%-5%
5%-10% (Kossovo)
10%-20% (Albania, Kazakistan)
20%-30% (Repubblica Ceca)
30%-40% (Estonia)
40%-50%
50%-60% (Paesi Bassi, Bosnia e Erzegovina, Lettonia, Repubblica di Macedonia)
60%-70% (Francia, Belgio, Regno Unito, Svezia, Germania)
70%-80% (Lussemburgo, Bielorussia, Svizzera, Cipro, Russia, Montenegro, Slovenia, Spagna)
80%-90% (Finlandia, Austria, Ungheria, Bulgaria, Italia, Danimarca, Ucraina, Norvegia, Slovacchia, Principato di Monaco, Grecia, Georgia, Andorra, Lituania)
90%-95% (San Marino, Portogallo, Liechtenstein, Irlanda, Serbia, Croazia, Polonia, Islanda)
>95% (Malta, Moldavia, Armenia, Romania, Città del Vaticano)

     <1% (Turchia)
     1%-2%
     4%-5%
     5%-10% (Kossovo)
     10%-20% (Albania, Kazakistan)
     20%-30% (Repubblica Ceca)
     30%-40% (Estonia)
     40%-50%
     50%-60% (Paesi Bassi, Bosnia e Erzegovina, Lettonia, Repubblica di Macedonia)
     60%-70% (Francia, Belgio, Regno Unito, Svezia, Germania)
     70%-80% (Lussemburgo, Bielorussia, Svizzera, Cipro, Russia, Montenegro, Slovenia, Spagna)
     80%-90% (Finlandia, Austria, Ungheria, Bulgaria, Italia, Danimarca, Ucraina, Norvegia, Slovacchia, Principato di Monaco, Grecia, Georgia, Andorra, Lituania)
     90%-95% (San Marino, Portogallo, Liechtenstein, Irlanda, Serbia, Croazia, Polonia, Islanda)
     >95% (Malta, Moldavia, Armenia, Romania, Città del Vaticano)

### Cristianesimo
La maggior parte degli europei si definisce come cristiani, suddivisi in un gran numero di confessioni. Le confessioni cristiane vengono solitamente classificate in tre categorie principali: Chiesa cattolica romana, Chiesa ortodossa e Protestantesimo (quest'ultimo gruppo diversificato a sua volta in Luteranesimo, Calvinismo, Anglicanesimo nonché numerose confessioni minori compresi il Battismo, il Metodismo, l'Evangelicalismo, il Pentecostalismo ecc).
Il cristianesimo, più precisamente il cattolicesimo dello Stato della Chiesa (VIII secolo), ha giocato un ruolo di tutto rilievo nella formazione della civiltà occidentale a partire da almeno il IV secolo e poi sempre più a seguito della Caduta dell'Impero romano d'Occidente con la conversione dei Barbari invasori. Nel 1054 si è consumato il Grande scisma tra cristiani occidentali e orientali, mentre nel 1517 grazie a Martin Lutero ha preso il via la riforma protestante.
La Cultura dell'Europa, in gran parte della sua storia più recente, è stata fortemente influenzata dalla fede cristiana ed ha per molti secoli equivalso con la stessa cultura cristiana. Quest'ultima fu una delle forze maggiormente dominanti della società civile e finanche politica europea ed ha riguardato buona parte del corso della storia della filosofia occidentale, dell'arte occidentale, della storia della musica, della storia della scienza, della struttura sociale e della storia dell'architettura degli ultimi due millenni.
L'influenza civilizzatrice del cristianesimo comprende il benessere sociale diffuso, la fondazione di ospedali, l'economia (innanzitutto attraverso l'etica del lavoro protestante), l'ambito politico, lo sviluppo architettonico, il Canone Occidentale e gli istituti del matrimonio e della famiglia.
Il cristianesimo rimane ancora ai giorni nostri ufficialmente la religione più ampiamente praticata dell'intero continente europeo. Secondo uno studio condotto da Pew Research Center nel 2010 il 76,2% della popolazione europea si è identificato come cristiano.
Secondo un sondaggio del 2012 sulla religiosità nell'Unione europea da parte di Eurobarometro il cristianesimo era la religione maggiore rappresentando il 72% della popolazione UE, i cattolici sono il gruppo cristiano più ampio con una rappresentanza attestata al 48%, mentre i protestanti erano il 12%, gli ortodossi orientali l'8% e gli altri tipi di cristiani il 4%.

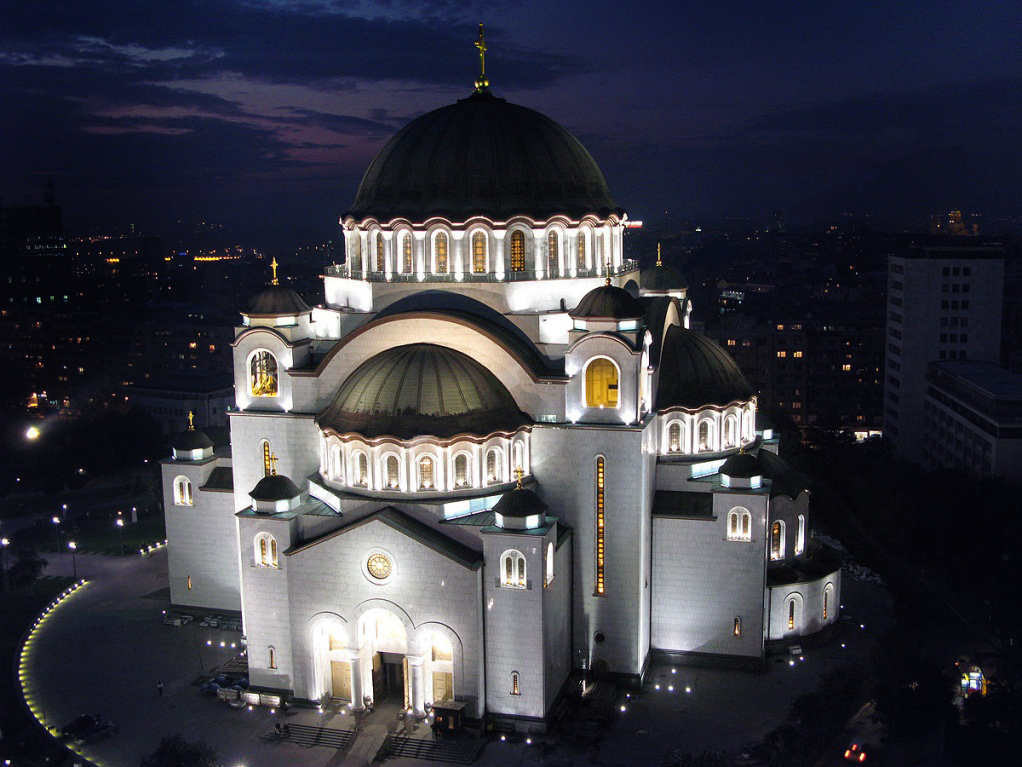
Il Tempio di San Sava a Belgrado è la chiesa ortodossa più grande del mondo.

#### Confessioni cristiane
- La Chiesa cattolica romana è la più grande delle confessioni cristiane con sostenitori praticanti soprattutto nella Europa centrale e meridionale (che comprende:

1. Chiesa cattolica in Francia[41];
2. Chiesa cattolica in Italia[41];
3. Chiesa cattolica in Spagna[41],
4. Chiesa cattolica in Portogallo[41];
5. Chiesa cattolica a Malta[41];
6. Chiesa cattolica a San Marino[41];
7. Chiesa cattolica nel Principato di Monaco[41];
8. Stato sovrano della Città del Vaticano[41]);
9. Chiesa cattolica in Belgio (nella regione della Vallonia a Sud del paese)[41];
10. Chiesa cattolica nella Repubblica Ceca;
11. Chiesa cattolica in Irlanda[41];
12. Chiesa cattolica in Lituania[41];
13. Chiesa cattolica in Polonia[41];
14. Chiesa cattolica in Ungheria[41];
15. Chiesa cattolica in Slovacchia[41];
16. Chiesa cattolica in Slovenia[41];
17. Chiesa cattolica in Croazia[41];
18. Chiesa cattolica in Ucraina (regione occidentale);
19. Chiesa cattolica in Bosnia ed Erzegovina (soprattutto nelle zone a prevalenza di Croati di Bosnia ed Erzegovina); ma anche le parti meridionali germanofile del continente europeo (che comprende
20. Chiesa cattolica in Austria;
21. Chiesa cattolica in Lussemburgo
22. il Belgio settentrionale di lingua fiamminga;
23. Chiesa cattolica in Germania meridionale e occidentale;
24. Chiesa cattolica nei Paesi Bassi;
25. Chiesa cattolica in Liechtenstein).

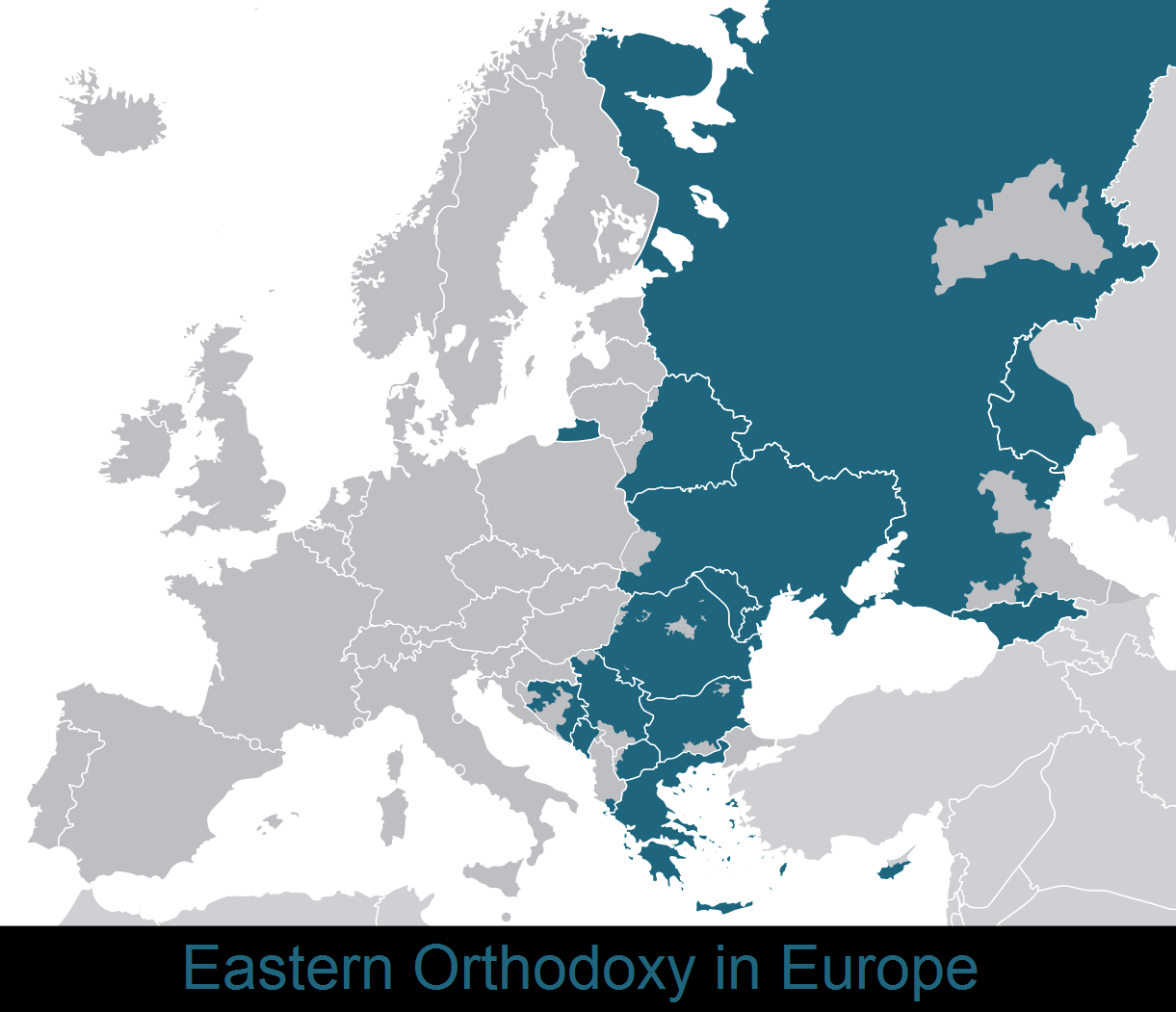
Presenza ortodossa in Europa.

- L'ortodossia orientale (le chiese sono in piena comunione, cioè le chiese nazionali sono unite nei concetti teologici e fanno parte della Chiesa ortodossa Orientale e Apostolica)

1. Patriarcato ecumenico di Costantinopoli
2. Chiesa ortodossa russa
3. Chiesa ortodossa serba
4. Chiesa ortodossa rumena
5. Chiesa greco-ortodossa
6. Chiesa ortodossa bulgara
7. Chiesa apostolica autocefala ortodossa georgiana
8. Chiesa ortodossa di Cipro
9. Chiesa ortodossa albanese
10. Chiesa ortodossa polacca
11. Chiesa ortodossa ceca e slovacca
12. Chiesa apostolica autocefala ortodossa turca
13. Chiesa ortodossa macedone
14. Chiesa ortodossa ucraina del Patriarcato di Kiev
15. Chiesa ortodossa montenegrina

- Altre Chiese di rito orientale

1. Chiesa apostolica armena

- Protestantesimo:

1. Luteranesimo - Chiesa evangelico-luterana indipendente; Chiesa di Danimarca; Chiesa evangelica luterana estone; Chiesa evangelica luterana finlandese; Chiesa evangelica luterana-Sinodo di Francia e Belgio; Chiesa evangelica in Germania; Chiesa evangelica luterana ungherese; Chiesa di Lettonia; Chiesa di Svezia; Chiesa di Norvegia; Chiesa d'Islanda.

- Anglicanesimo - Chiesa anglicana; Chiesa d'Irlanda; Chiesa episcopale scozzese; Chiesa del Galles; Chiesa lusitana cattolica apostolica evangelica; Chiesa spagnola riformata episcopale; Chiesa anglicana episcopale in Ungheria.
- Calvinismo - Chiesa riformata unita; Chiesa episcopale evangelica in Inghilterra e Galles; Chiesa riformata in Ungheria; Chiesa di Scozia; Chiesa presbiteriana in Irlanda; Chiesa metodista di Gran Bretagna; Chiesa protestante nei Paesi Bassi (Neocalvinismo); Chiesa riformata di Francia.
- Altri:

1. Federazione delle chiese protestanti in Svizzera;
2. Unione battista di Gran Bretagna;
3. Unione battista di Svezia;
4. Comunità Bruderhof;
5. Chiesa cristiana avventista del settimo giorno.

- Ci sono infine numerosi movimenti protestanti minori, tra cui diverse congregazioni facenti capo all'Evangelicalismo.

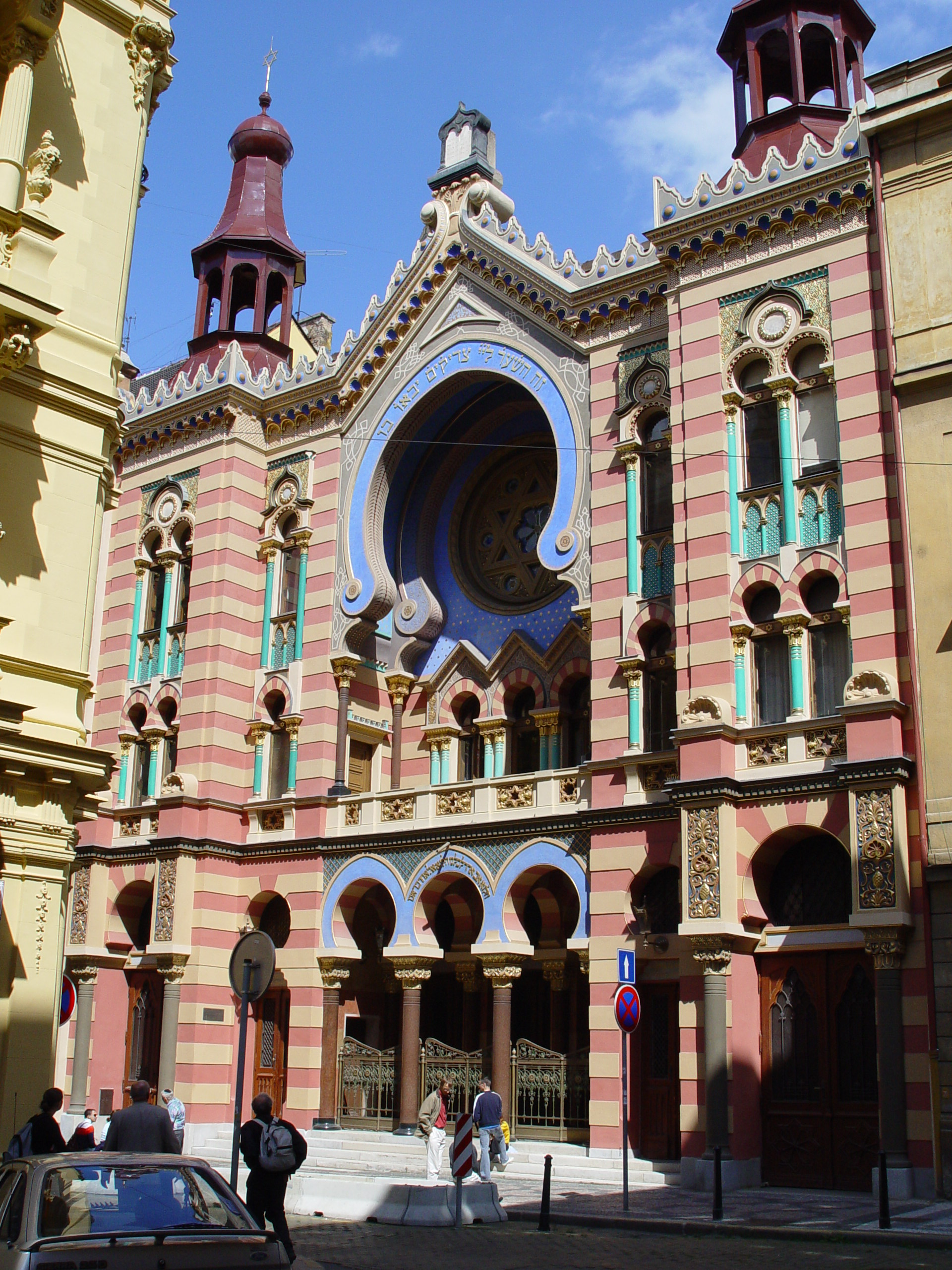
La Sinagoga del Giubileo a Praga.

### Ebraismo

Presenza ebraica in Europa.

Gli ebrei furono dispersi (vedi diaspora) in tutti i territori sottomessi all'Impero romano a partire dal II secolo; presto l'ebraismo ha così potuto essere ampiamente praticato nel continente europeo. Nel corso del Medioevo gli ebrei sono stati variamente accusati di omicidio rituale (l'accusa del sangue) e altri presunti crimini dalle istituzioni religiose e civili intrise di Giudeofobia; hanno affrontato pogrom, discriminazione legalizzata e la chiusura nel Ghetto (vedi temi propagandistici dell'antisemitismo).
L'Olocausto perpetrato dalla Germania nazista nel corso della seconda guerra mondiale ha decimato la popolazione ebraica e ai giorni nostri è la Francia ad ospitare la più grande comunità ebraica europea, con l'1% della popolazione totale (tra 483.000 e 500.000 persone). Altri paesi europei con notevoli popolazioni ebraiche includono il Regno Unito (291.000), la Germania (119.000) e la Russia (194.000) la quale rappresenta la più grande comunità ebraica dell'Europa orientale.

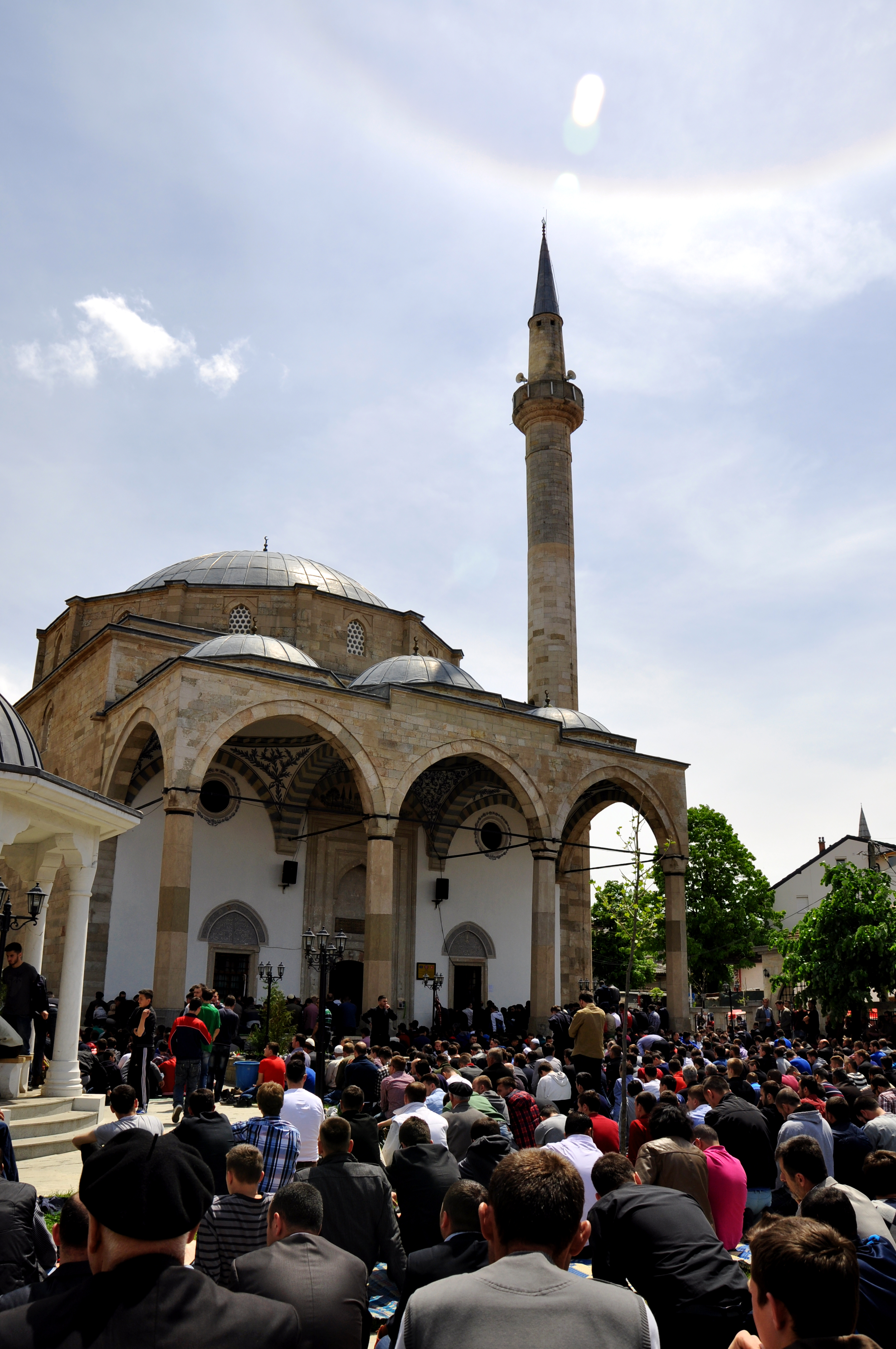
La "moschea imperiale di Pristina" in Kossovo.

### Islam
L'islam è giunto in alcune parti delle isole e delle coste europee del Mar Mediterraneo già durante le prime conquiste musulmane dell'VIII secolo. Nella penisola iberica e nelle zone della Francia meridionale esistevano diversi stati musulmani prima della Reconquista; la storia dell'Islam nell'Italia meridionale ha compreso, seppur per un periodo relativamente breve, l'Emirato di Sicilia e l'Emirato di Bari. Nel corso delle guerre ottomane in Europa la religione fondata da Maometto si è diffusa nei Balcani e persino in parte dell'Europa centrale.
     <1% (Bielorussia, Repubblica Ceca, Estonia, Finlandia, Ungheria, Islanda, Lettonia, Lituania, Malta, Moldavia, Principato di Monaco, Polonia, Portogallo, Romania, Slovacchia, Ucraina)
     1%-2% (Andorra, Croazia, Irlanda)
     2%-4% (Italia, Lussemburgo, Norvegia, Serbia, Slovenia, Spagna)
     4%-5% (Danimarca, Grecia, Liechtenstein, Regno Unito)
     5%-10% (Austria, Belgio, Bulgaria, Francia, Germania, Paesi Bassi, Svezia, Svizzera)
     10%-20% (Montenegro, Russia)
     20%-30% (Cipro)
     30%-40% (Repubblica di Macedonia)
     40%-50% (Bosnia e Erzegovina)
     50%-60%
     60%-70%
     70%-80%
     80%-90% (Albania)
     90%-95% (Kossovo)
     >95% (Turchia)

Islam in Europa.
<1% (Bielorussia, Repubblica Ceca, Estonia, Finlandia, Ungheria, Islanda, Lettonia, Lituania, Malta, Moldavia, Principato di Monaco, Polonia, Portogallo, Romania, Slovacchia, Ucraina)
1%-2% (Andorra, Croazia, Irlanda)
2%-4% (Italia, Lussemburgo, Norvegia, Serbia, Slovenia, Spagna)
4%-5% (Danimarca, Grecia, Liechtenstein, Regno Unito)
5%-10% (Austria, Belgio, Bulgaria, Francia, Germania, Paesi Bassi, Svezia, Svizzera)
10%-20% (Montenegro, Russia)
20%-30% (Cipro)
30%-40% (Repubblica di Macedonia)
40%-50% (Bosnia e Erzegovina)
50%-60%
60%-70%
70%-80%
80%-90% (Albania)
90%-95% (Kossovo)
>95% (Turchia)

I musulmani sono stati storicamente presenti anche in Ucraina (nella penisola di Crimea e dintorni con i Tatari di Crimea) così come nella Russia moderna, a partire dalla Bulgaria del Volga nel X secolo e con la conversione del Khanato dell'Orda d'Oro. Negli ultimi decenni i musulmani hanno migrato in Europa come residenti e lavoratori temporanei.
Secondo il Pew Research Center il numero totale di musulmani presenti in Europa nel 2010 è ammontato a circa 44 milioni di persone, corrispondenti al 6% dell'intera popolazione; mentre il numero totale di musulmani nell'Unione europea nel 2007 era attestato a circa 16 milioni (3,2%).
I credenti islamici rappresentano il 99% della popolazione a Cipro del Nord, il 96% in Kossovo, il 56% in Albania, il 51% nella Bosnia e Erzegovina, il 39.3% nella Repubblica di Macedonia, il 20% in Montenegro, tra il 10 e il 15% in Russia, tra il 7 e il 9% in Francia, l'8% in Bulgaria, il 6% nei Paesi Bassi, il 5% in Danimarca, poco più del 4% in Svizzera e in Austria, tra il 3 e il 4% in Grecia e quasi il 5% nel Regno Unito e in Germania.

## Deismo
Durante l'Illuminismo (XVIII secolo) il Deismo è diventato influente soprattutto in territorio francese, tedesco, olandese e britannico. I concetti biblici sono stati contestati e sostituiti da altri come l'eliocentrismo e dalle prime sfide scientifiche rivolte alla Bibbia (vedi processo a Galileo Galilei). Tra i primi deisti di rilievo ed in seguito assai influenti vi si trovano i filosofi Voltaire e Immanuel Kant. Varianti istituzionalizzate del "Deismo" sono il Culto dell'Essere supremo della Rivoluzione francese, la spiritualità della Massoneria e l'Unione Mondiale dei Deisti oggi.

## Irreligiosità
La tendenza in direzione di un laicismo sempre più marcato nel corso del XX secolo ha avuto diverse motivazioni, a seconda del paese:
- Il territorio francofono europeo è stato tradizionalmente laico fin dai tempi della Rivoluzione francese; ai giorni nostri il paese è dal 25[65] al 32%[66] (secondo differenti stime) perfettamente irreligioso. La popolazione residua è costituita uniformemente da cristiani e da persone che credono in una qualche idea di Dio o in una qualche forma di forza spirituale, ma non sono coinvolte nella religione organizzata[67]. La società francese è ancora oggi assolutamente secolare.
- Alcune parti dell'Europa orientale sono state secolarizzate da dottrine statali sotto il dominio del comunismo, questo nei paesi dell'ex Blocco orientale. L'Albania è stato il primo paese al mondo a dichiararsi ufficialmente ateo (vincolato cioè costituzionalmente dall'Ateismo di Stato) dal 1967 al 1991[68].

I paesi in cui la maggior parte delle persone hanno riferito di non possedere alcuna credenza religiosa sono stati la Francia (33%), la Repubblica Ceca (30%), il Belgio (27%), i Paesi Bassi (27%), l'Estonia (26%), la Germania (25%), la Svezia (23%) e il Lussemburgo (22%).
La regione dell'ex Repubblica Democratica Tedesca, rimasta sotto il giogo comunista dal 1949 al 1989, è ritenuta essere attualmente la regione meno religiosa dell'intera Europa. Altri paesi post-comunisti tuttavia hanno sperimentato l'effetto opposto, con la religione che è attualmente molto importante in nazioni come la Romania, la Lituania e la Polonia.
- I paesi tradizionalmente protestanti hanno visto una generale diminuzione della frequenza della chiesa fin dagli anni settanta. Ciò riguarda la Germania, il Regno Unito, i Paesi Bassi e l'intera penisola scandinava[72].
- La tendenza verso la laicità è stata meno pronunciata nei paesi tradizionalmente cattolici dell'Europa meridionale. La Grecia in qualità di unico paese tradizionalmente ortodosso europeo che non ha mai fatto parte del blocco comunista conserva anch'essa una religiosità molto alta, con oltre il 95% dei greci aderenti alla Chiesa greco-ortodossa.

Secondo un'analisi svolta dal Pew Research Center nel 2012 i non affiliati ad alcuna religione (ateismo e agnosticismo) rappresentano circa il 18,2% della popolazione europea del 2010. Secondo lo stesso sondaggio l'irreligiosità in generale costituisce la maggioranza della popolazione in soli due paesi europei: la Repubblica Ceca (76%) e l'Estonia (60%). Uno studio più recente (pubblicato nel 2015) ha scoperto che nei Paesi Bassi esiste una maggioranza irreligiosa di almeno il 68%.

Ateismo in Europa.

### Ateismo e agnosticismo
Tra la fine del XX secolo e inizio del XXI l'ateismo e l'agnosticismo sono aumentati, con un crollo della partecipazione e dell'appartenenza alla vita della chiesa in vari paesi europei. L'indagine di Eurobarometro 2010 ha rilevato che sulla media totale della popolazione dell'UE28 il 51% "crede che c'è un Dio", il 26% "crede che esista una sorta di spirito o di forza vitale" e il 20% "non crede che ci sia alcuna specie di spirito, di Dio o di forza vitale".
In tutta l'Unione europea la fiducia era più alta tra le donne, aumentava con l'età, tra coloro che avevano ricevuto una rigorosa educazione religiosa, tra quelli con i più bassi livelli di istruzione formale ed infine tra coloro che appoggiano e sostengono la politica di destra.
I risultati sono stati ampiamente differenti tra i diversi paesi.
Secondo un'indagine sulla misura dell'identificazione religiosa nell'Unione europea nel 2012 da parte di Eurobarometro il 7% dei cittadini dell'UE si identificano come atei. A partire dal 2012 i primi otto Paesi europei con persone che si sono considerate "atee" sono stati la Repubblica Ceca (20%), la Francia (16%), la Slovenia (16%), l'Estonia (15%), la Svezia (13%), la Spagna (10%), la Germania (9%) e la Danimarca (9%).

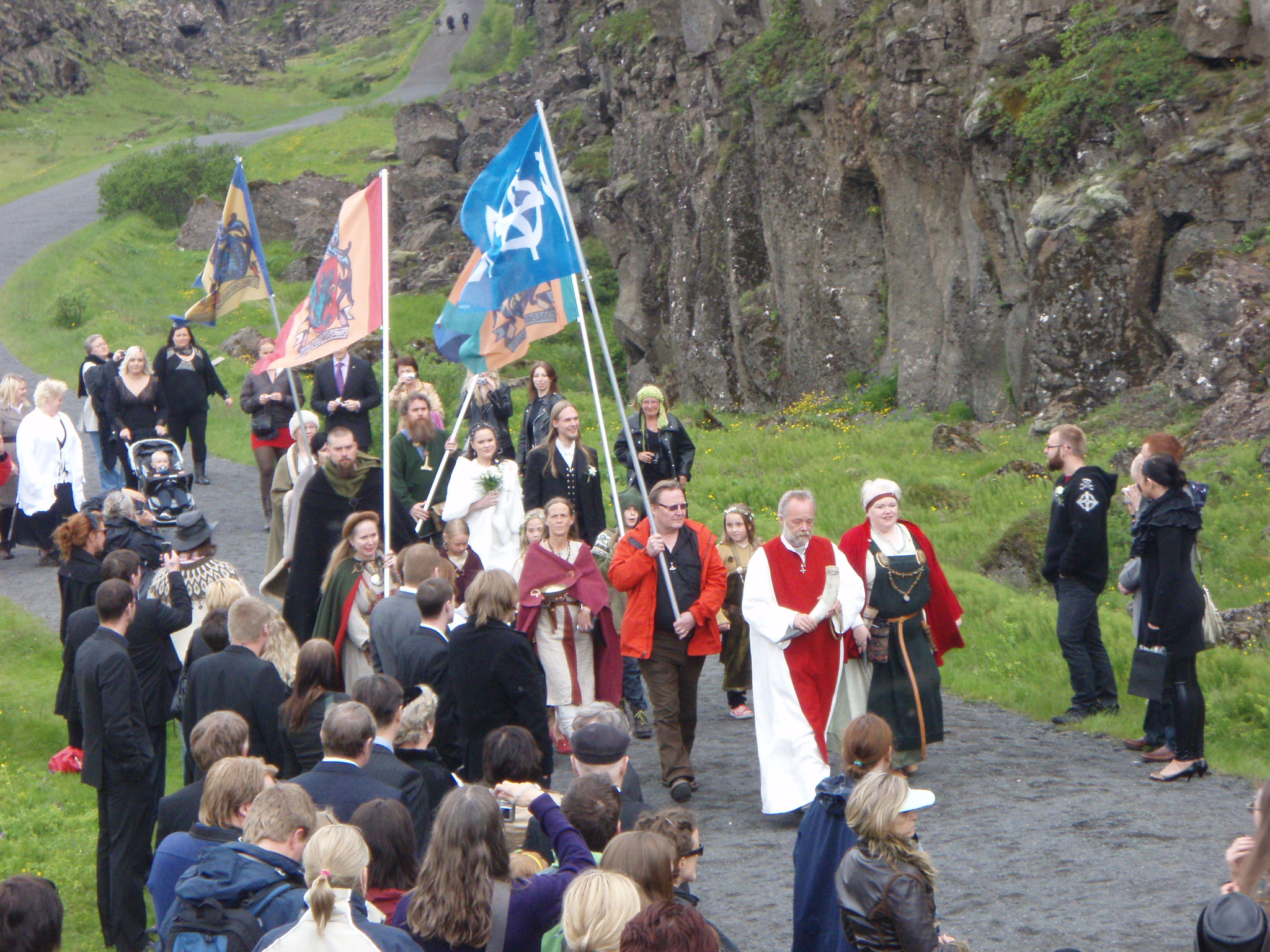
Associazione asatruar islandese mentre si appresta ad eseguire un Blót nel Parco nazionale Þingvellir.

## Religioni europee indigene

### Druidismo
Lo sviluppo religioso del Druidismo è stato fortemente influenzato da Iolo Morganwg. Le pratiche moderne cercano di imitare e far risaltare quelle dei popoli Celti dell'età del ferro.

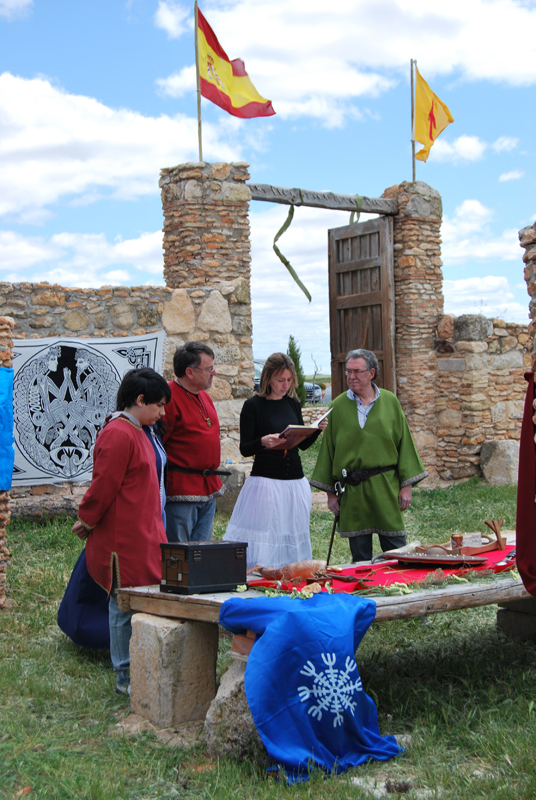
Un matrimonio "odinista" in Spagna nel 2010 nel Tempio di Gaut ad Albacete.

### Religioni indigene di ceppo germanico
L'Etenismo e l'"odinismo" (da Wotan) organizzato sono nomi per definire la religione popolare moderna delle nazioni germaniche.
Nel Censimento del Regno Unito del 2001 300 persone si sono registrate come "etenisti" in Inghilterra e Galles; tuttavia molti ebrei seguono le regole della Federazione Pagana (PF) e hanno descritto esplicitamente se stessi come "Pagani", mentre altri pagani non specificarono le proprie credenze religiose. Nel Censimento del Regno Unito del 2011 1.958 persone si sono auto-identificate come Etenisti in Inghilterra e Galles, mentre altri 251 si sono descritti come "Ricostruzionisti", persone cioè che includono gli affiliati al neopaganesimo di stampo germanico.
L'Associazione asatruar islandese è stata riconosciuta come una religione ufficiale dal governo islandese nel 1973. Per i primi 20 anni è stata guidata dall'agricoltore e poeta Sveinbjörn Beinteinsson. Nel 2003 aveva 777 membri, ma entro il 2014 erano saliti fino a 2.382, pari allo 0,8% dell'intera popolazione islandese. In Islanda la religione germanica mantiene comunque un impatto maggiore rispetto al numero dei suoi aderenti ufficiali.
In Svezia nel 1994 è stata costituita la "Samfundet Forn Sed Sverige" neopagana ed è dal 2007 riconosciuta come organizzazione religiosa dal governo svedese; in Danimarca essa è stata costituita nel 1999 ed è stata ufficialmente riconosciuta nel 2003. La norvegese "Åsatrufellesskapet Bifrost" neopagana è stata costituita nel 1996; a partire dal 2011 conta all'incirca 300 membri. "Foreningen Forn Sed" è stata costituita nel 1999 e riconosciuta dal governo norvegese come organizzazione religiosa. In Spagna esiste la "Comunità Odinista di Spagna-Ásatrú"; fondata nel 1981 conta attualmente 10.000 membri.

### Religioni indigene di ceppo greco romano
In Italia, la Via Romana agli Dei, un movimento religioso che intende ricostruire e praticare la religione dell'antica Roma in epoca contemporanea, viene talvolta inclusa tra le forme di neopaganesimo, ma molti suoi aderenti la considerano una continuazione della tradizione romana più che una nuova religione. Tra le organizzazioni più note che promuovono questa tradizione figurano il Movimento Tradizionale Romano, l’associazione  Pietas – Comunità Gentile e il gruppo internazionale Nova Roma. I seguaci praticano riti, festività e culti ispirati alla pratica cultuale dell'antichità, adattandoli al contesto moderno.

## Religioni di Stato
Alcuni paesi europei hanno ancora una religione di Stato, tra di essi vi sono il Liechtenstein, Malta, il Principato di Monaco, la Città del Vaticano (Chiesa cattolica romana); l'Armenia (Chiesa apostolica armena); la Danimarca (Chiesa di Danimarca), l'Islanda (Chiesa d'Islanda) e il Regno Unito (Chiesa anglicana) - solo in Inghilterra - (Anglicanesimo). In Svizzera alcuni cantoni sono ufficialmente cattolici, altri riformati protestanti. Alcuni villaggi svizzeri hanno anche la loro religione tradizionale e il nome del villaggio scritto sulla segnaletica stradale ai loro ingressi.
La Georgia non ha una chiesa ufficiale, ma la Chiesa apostolica autocefala ortodossa georgiana gode de facto di un status privilegiato a seguito del concordato del 2002. Lo stesso vale per la Germania con l'Evangelicalismo, la Chiesa cattolica romana e l'ebraismo. In Finlandia sia la Chiesa ortodossa finlandese che la Chiesa evangelica luterana finlandese sono Chiese di Stato. L'Inghilterra ha l'Anglicanesimo come propria religione ufficiale. La Scozia ha come propria Chiesa nazionale il Presbiterianesimo, anche se esso non è più religione di Stato. In Svezia la Chiesa di Svezia nazionale fa parte integrante del Luteranesimo, ma non è più "religione ufficiale" a partire dal 2000. L'Azerbaigian, la Repubblica Ceca, la Germania, la Francia, l'Irlanda, il Portogallo, la Romania, la Russia, la Spagna e infine anche la Turchia sono - almeno ufficialmente - degli Stati laici.

## Religioni indiane

### Buddhismo
Il buddhismo è diffuso in tutta Europa e costituisce la religione/filosofia a crescita più rapida degli ultimi decenni, con circa 3 milioni di aderenti. In Calmucchia è prevalente il buddhismo tibetano.

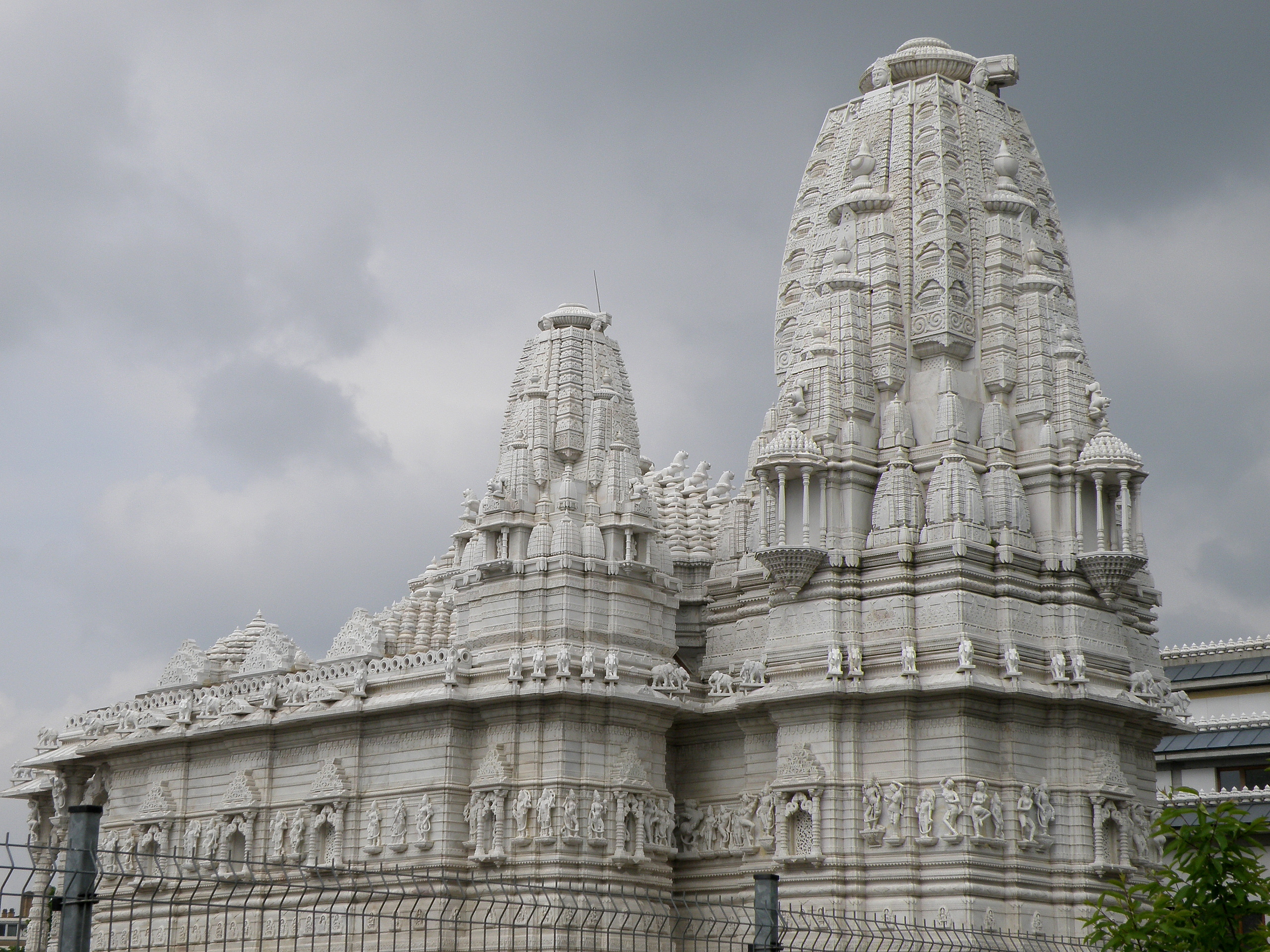
Tempio giainista ad Anversa.

### Giainismo
Il Giainismo ha piccoli gruppi di appartenenza, principalmente tra gli immigrati indiani in Belgio e nel Regno Unito, nonché diversi convertiti originari dell'Europa occidentale e dell'Europa settentrionale.

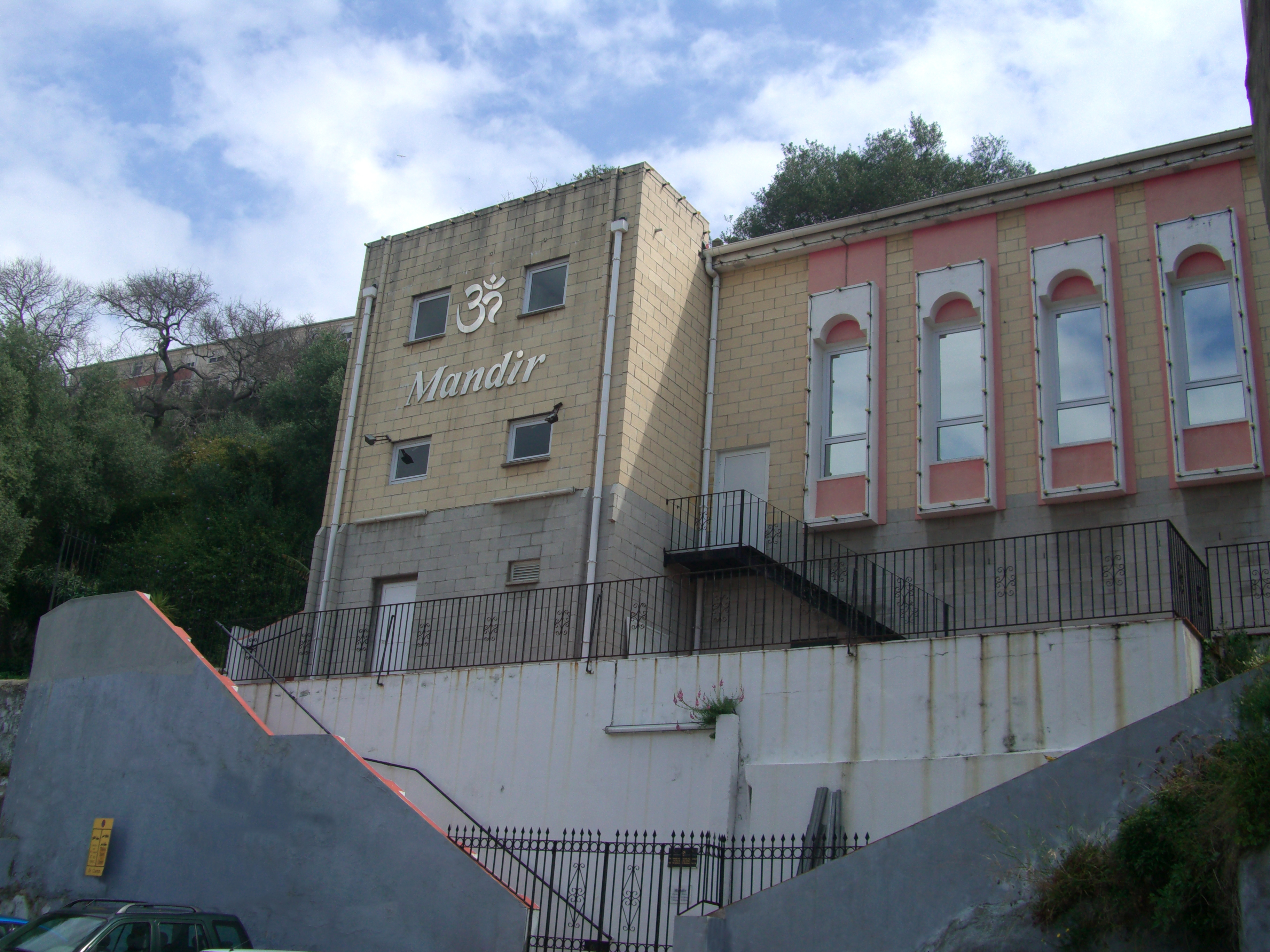
Il Mandir di Gibilterra.

### Induismo
L'Induismo è presente principalmente tra gli immigrati provenienti dal subcontinente indiano. Cresce rapidamente negli ultimi anni, in particolare nel Regno Unito, in Francia e nei Paesi Bassi. Nel 1998 sono stati stimati 1,4 milioni di aderenti indù in tutta Europa.

### Sikhismo
Il Sikhismo ha quasi 1 milione di aderenti in Europa; la maggior parte della comunità vive nel Regno Unito (750.000) e in Italia (70.000). Circa 10.000 presenze si registrano in Belgio e in Francia. I Paesi Bassi e la Germania ospitano una popolazione Sikh di 12.000 persone. Tutti gli altri paesi europei hanno un numero di Sikh pari a 5.000 o meno, come ad esempio la Grecia.

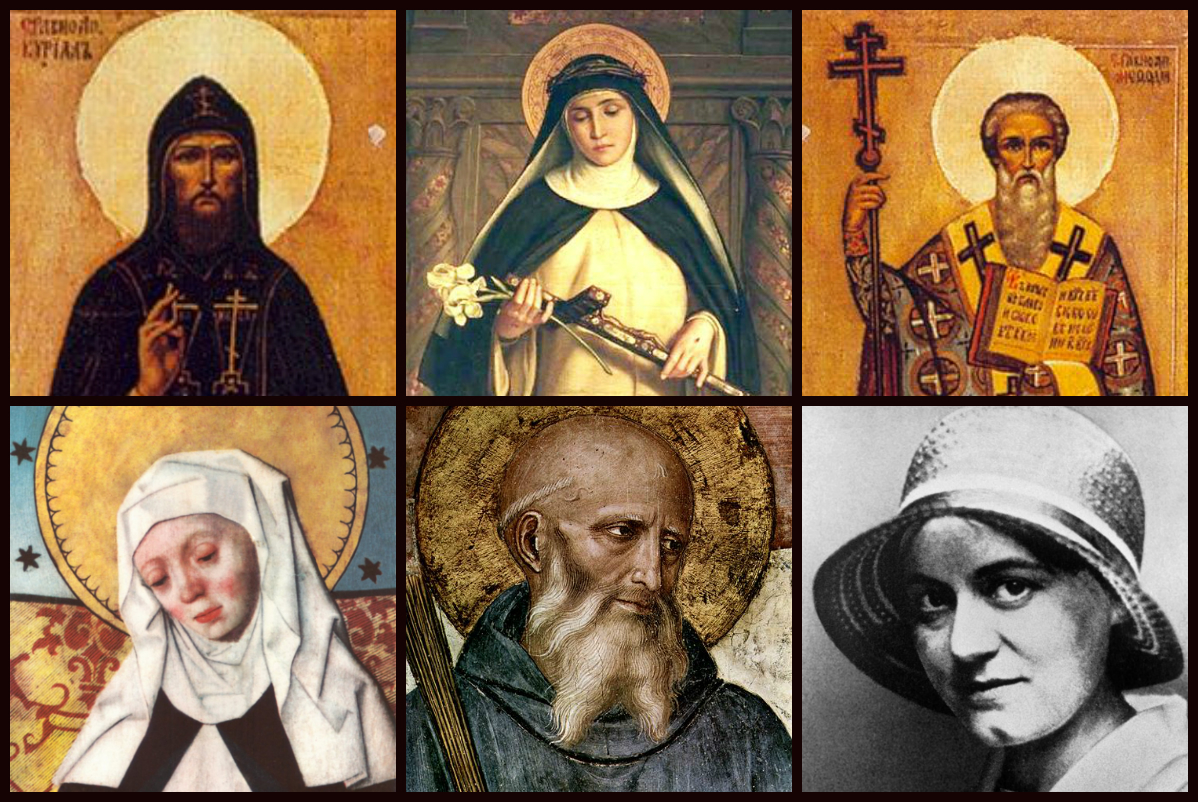
I Santi patroni cattolici dei Paesi europei.

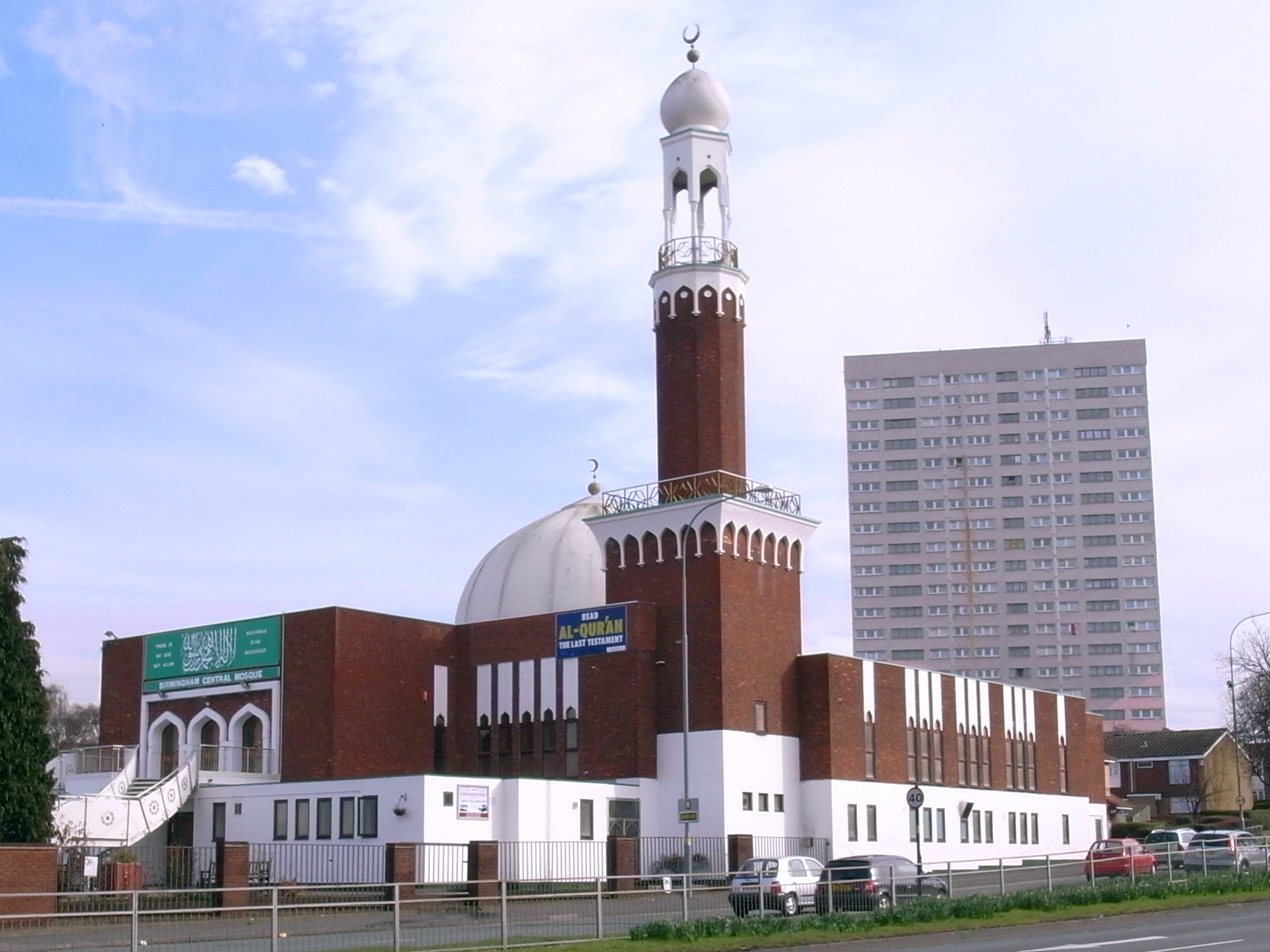
La moschea centrale di Birmingham, la prima moschea nel Regno Unito ad utilizzare gli altoparlanti per trasmettere l'Adhān.

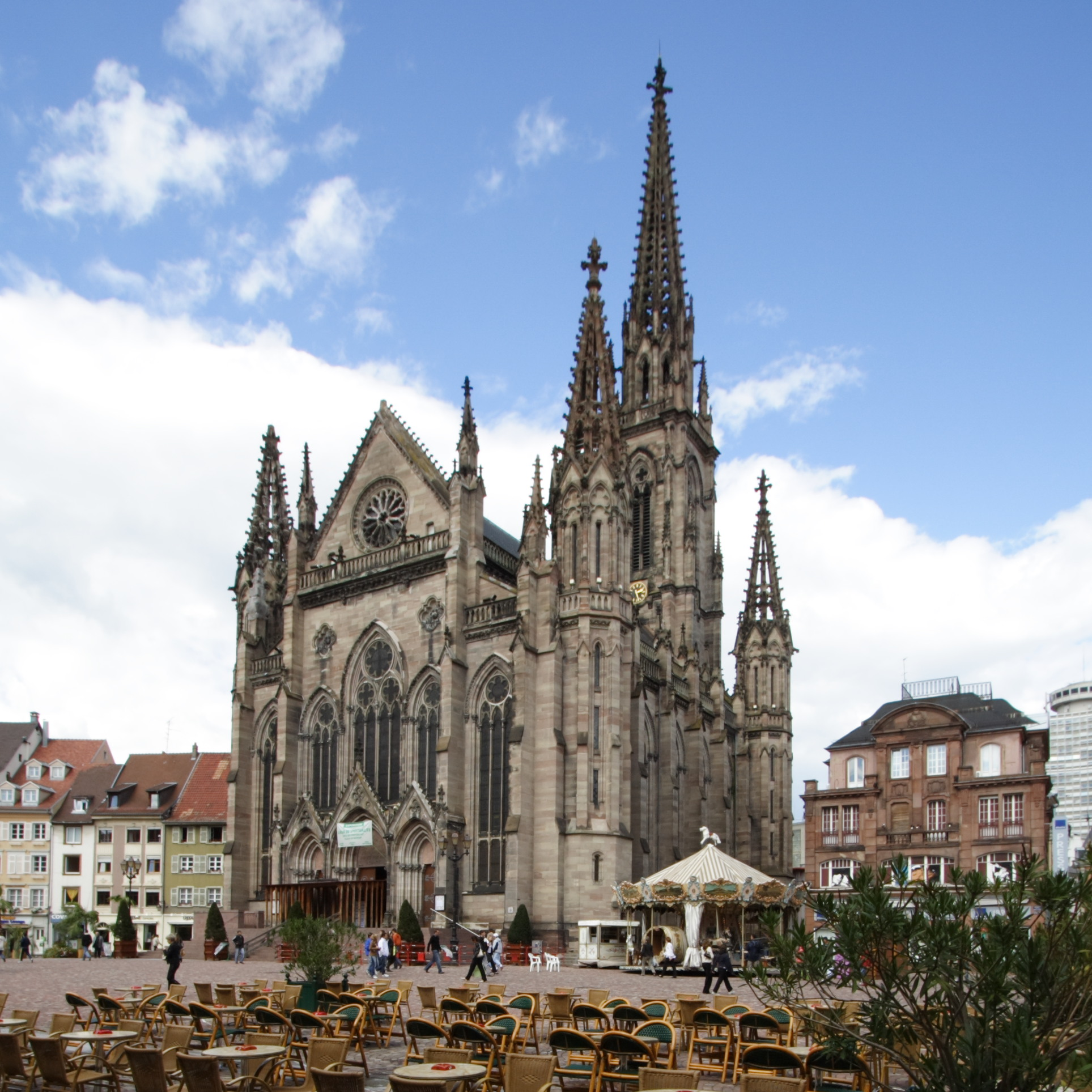
Il tempio calvinista di Saint-Étienne a Mulhouse.

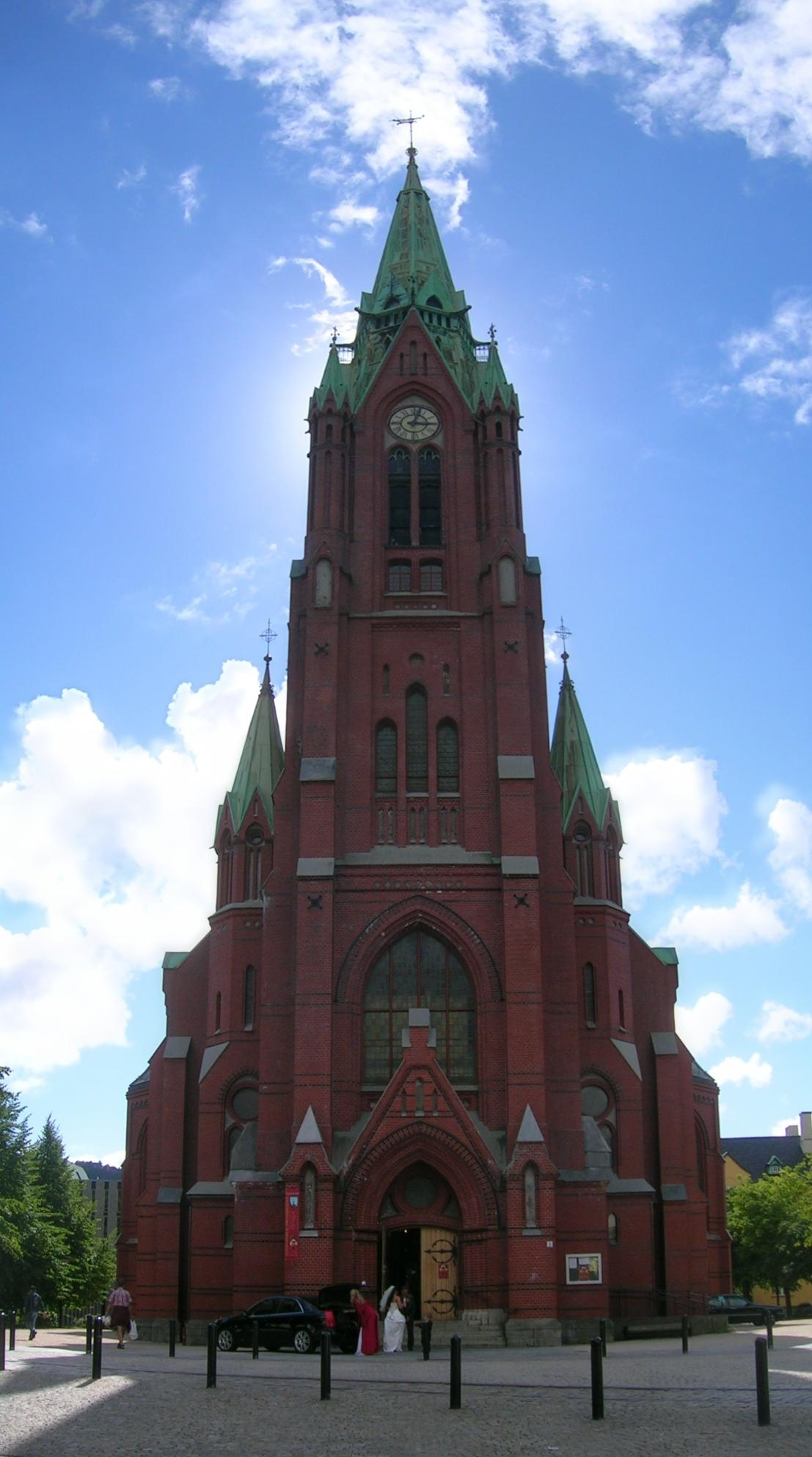
La "St John's Church" a Bergen.